# Силистренско македоно-одринско дружество
Силистренското македоно-одринско дружество е местно дружество на Македоно-одринската организация в град Силистра, Княжество България.

## История
На 1 юли 1885 година в София, по покана на софийското дружество „Македонски глас“, се събират на конгрес в София представители на 18 дружества от България, сред които и на Силистренското.
На Първия македонски конгрес, провел се в София на 19 – 28 март 1895 година, е основана Македонската организация, която бързо започва да образува клонове в цялата страна. Дружеството в Силистра е основано в същата 1895 година. Пръв председател е Мануил А. Каранов.
Дружеството участва активно в дейността на Организацията. На Втория конгрес от 3 до 16 декември 1895 година делегат е председателят Каранов, на Третия конгрес от 3 до 11 ноември 1896 година делегат е Димитър Карамфилович, на Шестия конгрес от 1 до 5 май 1899 година делегати са Антон Бузуков, и Константин Поменов, на Седмия конгрес от 30 юли до 5 август 1900 година делегат със съвещателен глас е Добрев и на Осмия конгрес от 4 до 7 април 1901 година делегат е Козма Георгиев.